# Grünwald Jesters
Die Grünwald Jesters sind eine Baseball- und Softballmannschaft aus Grünwald. Gegründet wurde sie 1990 als Baseballabteilung des Sportvereins TSV Grünwald.
Die Männermannschaft der Jesters spielten insgesamt drei Jahre in der Baseball-Bundesliga, letztmals 2000.
Die Frauenmannschaft der Jesters spielte ebenfalls zeitweise in der höchsten Spielklasse. 2000, 2005 und 2010 wurden sie jeweils bayerische Meisterinnen, nach dem letzten Erfolg starteten sie in der Spielzeit 2011 erstmals in der Südstaffel der zwischenzeitlich gegründeten Softball-Bundesliga Anfang 1992 zog sie sich aufgrund personeller Engpässe vor Beginn der Spielzeit 2012 aus der Eliteklasse zurück.